# Marica Bodrožić
Marica Bodrožić (* 3. srpna 1973, Svib, Splitsko-dalmatská župa, Jugoslávie) je německá spisovatelka chorvatského původu, píšící německy. V roce 2013 obdržela za román Kirschholz und alte Gefühle Cenu Evropské unie za literaturu.

## Život a dílo
Do 10 let žila s dědečkem a příbuznými nedaleko chorvatského Splitu. V Německu žije od roku 1983. Němčina je jejím druhým mateřským jazykem. Po maturitě studovala kulturní antropologii, psychoanalýzu a slavistiku ve Frankfurtu nad Mohanem.
Tématem jejích děl je otázka hledání, nabytí a ztráty osobní identity, migrace, či sounáležitost.

### Přehled děl v originále (výběr)
- Das Wasser unserer Träume: Roman. Berlín: Luchterhand Literaturverlag, 2016. 224 S.
- Sterne erben, Sterne färben: Meine Ankunft in Wörtern. München: btb Taschenbuchverlag, 2016. 176 S.

#### Románová trilogie
Tato trilogie pojednává o ztracené chorvatské generaci.
- Das Gedächtnis der Libellen: Roman. München: Luchterhand Literaturverlag, 2010. 255 S.
- Kirschholz und alte Gefühle: Roman. München: Luchterhand Literaturverlag, 2012. 224 S.
- Mein weißer Frieden: Roman. München: Luchterhand Verlag, 2014. 336 S.

#### Poezie
- Ein Kolibri kam unverwandelt: Gedichte. Salzburg/Wien: Otto Müller Verlag, 2007. 87 S.